# Lista odcinków Pound Puppies: Psia paczka
Poniżej znajduje się spis odcinków serialu Pound Puppies: Psia paczka.

## Lista odcinków
| Numer sezonu | Liczba odcinków | Światowa premiera | Premiera w Polsce |
| ------------ | --------------- | ----------------- | ----------------- |
| 1            | 26              | 10.10.2010        | 01.01.2013        |
| 2            | 13              | 02.06.2012        | 14.04.2014        |
| 3            | 26              | 01.06.2013        | 06.06.2014        |

### Sezon 1
| Numer w serii | Numer z ogółem | Tytuł                            | Światowa premiera | Premiera w Polsce |
| 1 | 1              | "The Yipper Caper"               | 10.10.2010        | 01.01.2013        |
| Do schroniska przyjeżdża Yipper, który przez McLeisha traci swojego człowieka. |                |                                  |                   |                   |
| 2 | 2              | "Nightmare of Pound Street"      | 29.10.2010        | 02.01.2013        |
| Drużyna Siedemnastki spotyka się z agentem Bingo. Dostarcza on szczeniaka- Freddiego, któremu żadne z pozostałych schronisk nie potrafi znaleźć domu. Przyczyną tego jest brzydki wygląd pieska. Lucky postanawia wykorzystać Halloween do misji adopcyjnej. Freddiego zabrały dzieci burmistrza Jerry'ego- Seymour i Tabitha. |                |                                  |                   |                   |
| 3 | 3              | "Rebound"                        | 05.11.2010        | 03.01.2013        |
| Do schroniska przywożą Rebound- młodszą siostrę Nibleta z innego miotu. Suczka jest nadpobudliwa i bardzo energiczna, a przy tym słodka. Bardzo szybko zaprzyjaźnia się z innymi. Tymczasem przyjeżdża mama Leonarda McLeisha- Aghata McLeish, która nienawidzi psów. Gdy dowiaduje się, że jej syn jest hyclem, odjeżdża obrażona, niestety, Rebound okazuje się być jej pasażerem na gapę... |                |                                  |                   |                   |
| 4 | 4              | "The General"                    | 19.11.2010        | 04.01.2013        |
| Do schroniska przyjeżdża generał Dolly we własnej osobie. Swoimi flirtami cały czas przeszkadza w misji adopcyjnej dla sześćdziesięciu siedmiu szczeniaków, przez co Cookie bardzo zawodzi się na swojej idolce. Boxerkę zaczyna irytować to, że wszystkie psy zaczynają się podkochiwać w pudliczce i nie myślą o misji. Nawet sam Lucky odrywa się od swoich powinności, by podziwiać wdzięk i piękno Dolly. Cookie wpada w gniew, pani generał postanawia z nią porozmawiać. Podczas pogawędki dowiaduje się, że Bokserka chciałaby poczuć się kobietą, gdyż wątpi, aby ktokolwiek w schronisku ją za nią uważał. Szczególnie zależy jej na aprobacie Lucky'ego, w którym jest zakochana. Dolly postanawia jej pomóc, niestety, Cookie brnie w to za daleko... |                |                                  |                   |                   |
| 5 | 5              | "The Prince and the Pupper"      | 03.12.2010        | 05.01.2013        |
| Squirt ledwo zdobywa dla drużyny ważny artefakt- Kość Tysiąca Szczęknięć. Mimo iż wraca mocno poturbowany, inny nawet mu nie dziękują. Chihuahua czuje się przez to niedoceniany. Nagle do schroniska przyjeżdża Książę Pieszczoszek, który ma dość swoich wygód i chciałby zostać jednym z Pound Puppies. Squirt zawiera z nim umowę... |                |                                  |                   |                   |
| 6 | 6              | "Catcalls"                       | 17.12.2010        | 06.01.2013        |
| Pound Puppies dostarczają szczeniaka do jego idealnej pani. Spotykają tam Kennel Kittens, których kiciuś, również ma tam idealnego człowieka. Okazuje się, że w domu mieszka dwójka dzieci- dziewczynka i chłopiec. Becky chce pieska, a jej brat- kotka, niestety, tylko jedno ze zwierząt może zostać, ponieważ mama jest przeciwniczką psów, a tata- kotów. |                |                                  |                   |                   |
| 7 | 7              | "King of the Heap"               | 24.12.2010        | 07.01.2013        |
| Tyson chce mieszkać na złomowisku i być jego psem obronnym, niestety, to Niblet nim zostaje... |                |                                  |                   |                   |
| 8 | 8              | "My Fair Rebound"                | 13.08.2011        | 08.01.2013        |
| Agatha chce udowodnić swojej starej znajomej- Mildred, że to Rebound jest najlepszym psem. W tym celu zapisuje ją na wystawę. |                |                                  |                   |                   |
| 9 | 9              | "Quintuplets"                    | 13.08.2011        | 09.01.2013        |
| Do schroniska przyjeżdżają pięcioraczki. Są słodkie, co może pomóc w adopcji, jednakże chcą mieszkać w jednym domu... |                |                                  |                   |                   |
| 10 | 10             | "Dog on a Wire"                  | 20.08.2011        | 10.01.2013        |
| Strudel skarży się, że zawsze ona musi przesiadywać w bazie i nie udzielać się w misjach. Lucky postanawia pójść jej na rękę i wysyła ją, aby odprowadziła psa akrobatę do cyrku. Jamniczka zmienia się diametralnie... |                |                                  |                   |                   |
| 11 | 11             | "Homeward Pound"                 | 27.08.2011        | 11.01.2013        |
| Squirt i Niblet lądują daleko od domu. Najgorsze jest to, że zamiast się wspierać, ciągle się kłócą... |                |                                  |                   |                   |
| 12 | 12             | "Rebel Without a Collar"         | 10.09.2011        | 12.01.2013        |
| Do schroniska zostają przywiezione dwa psy. Jeden z nich- Buddy okazuje się niezwykle tchórzliwą zgubą o słabym zdrowiu. Natomiast Fang- kojotem ze zranioną łapą. Cookie pomaga rannemu dojść do zdrowia. Spędza z nim tak dużo czasu, że w pewnym momencie Lucky robi się o niego zazdrosny. Bokserka prosi kojota, żeby odprowadził Buddy'ego do domu. Ten przystaje, ale warunkiem jest towarzystwo Cookie. Podczas podróży Fang i jego przyjaciółka zakochują się w sobie. Co za tym idzie, Cookie rozmyśla nad opuszczeniem Pound Puppies... |                |                                  |                   |                   |
| 13 | 13             | "Taboo"                          | 01.10.2011        | 13.01.2013        |
| "Kocie wiedźmy" rzucają "urok" na Psią Paczkę, mianowicie mają oni zająć się pechowym szczeniakiem- tytułowym Taboo, który ma "zarazić ich" swoim nieszczęściem. Lucky jako jedyny w to nie wierzy i chce udowodnić reszcie, że pecha ma tylko ten, kto w niego wierzy. |                |                                  |                   |                   |
| 14 | 14             | "Toyoshiko! Bark Friend Machine" | 08.10.2011        | 14.01.2013        |
| Do Siedemnastki przyjeżdża wizytacja z Japonii. Jeden z nich daruje McLeishowi robota-psa, Toyoshiko. Z Toyo mocno zaprzyjaźnia się Strudel, gdyż obydwie mają podobne zainteresowania i umysły przystosowane do nauk ścisłych. Na nieszczęście jamniczki, pies-maszyna okazuje się szpiegiem. Jej pamięć można wykasować za pomocą magnesu, ale Strudel nie pozwala użyć go na najlepszej przyjaciółce. |                |                                  |                   |                   |
| 15 | 15             | "Zoltron"                        | 15.10.2011        | 15.01.2013        |
| Do schroniska dociera tytułowy Zoltron, który uważa się za kosmitę. Ale w ten aspekt wierzy tylko Niblet, reszta traktuje tę informację neutralnie. |                |                                  |                   |                   |
| 16 | 16             | "The Really Weird Dog"           | 22.10.2011        | 16.01.2013        |
| Aligator Rover trafia do Siedemnastki. Jako że nie jest psem, wszyscy starają się być dla niego mili, aby poczuł się jak w domu. Jedynym, który ma doń uprzedzenie jest Squirt. Sabotuje on na misję ukrycia aligatora przed specjalistą od ich wyłapywania. Rover zostaje złapany... |                |                                  |                   |                   |
| 17 | 17             | "Bone Voyage"                    | 12.11.2011        | 17.01.2013        |
| Agatha wyjeżdża na wakacje. Rebound po usłyszeniu opowieści Squirta, boi się, że jej właścicielka nigdy nie wróci. |                |                                  |                   |                   |
| 18 | 18             | "Snow Problem"                   | 19.11.2011        | 18.01.2013        |
| Tundra chce zostać psem zaprzęgowym niejakiego Jeana Luc Glaciaire'a. Uniemożliwiają mu to husky należące do francuskiego maszera, które się z niego naśmiewają. Jedyną szansą, aby zaimponować wymarzonemu człowiekowi Tundry, jest wyścig. |                |                                  |                   |                   |
| 19 | 19             | "The K9 Kid"                     | 26.11.2011        | 19.01.2013        |
| Pepper marzy o dostaniu się do K9 i byciu psem policyjnym. Niestety, jest na to za mała. Pound Puppies postanawiają ją wytrenować, aby innym nie przeszkadzał jej wzrost ani wiek i wzięli pod uwagę jej sprawność fizyczną. Wszystko idzie gładko, dopóki suczka nie wpada na pewien trop. |                |                                  |                   |                   |
| 20 | 20             | "The Call of the Squirreldog"    | 03.12.2011        | 20.01.2013        |
| Squirt opowiada nowo przybyłym do Siedemnastki szczeniakom, o tym, jak Strudel poznała Pana Orzecha. |                |                                  |                   |                   |
| 21 | 21             | "I Never Barked for My Father"   | 10.12.2011        | 21.01.2013        |
| Do schroniska przybywa Slick, który okazuje się ojcem Lucky'ego. Lider Siedemnastki najwyraźniej nie jest zadowolony z jego wizyty... |                |                                  |                   |                   |
| 22 | 22             | "McLeish Unleashed"              | 17.12.2011        | 22.01.2013        |
| Po przeczytaniu pewnej książki McLeish staje się "bestią". Jerry'emu podoba się nowa postawa szwagra i mianuje go zarządcą ścieków miejskich. Tymczasem dyrektorem schroniska 17 zostaje wprowadzający rygor Milton Fedwaddle. Pound Puppies wolą dawnego właściciela Siedemnastki i starają się przywrócić go na jego dawne stanowisko. |                |                                  |                   |                   |
| 23 | 23             | "Olaf in Love"                   | 07.01.2012        | 23.01.2013        |
| Kiki ma niesamowitą zdolność przewidywania, a przeczucie mówi jej, że Gertrude i Olaf to jej idealni państwo. Sprawę ułatwia to, że oboje mają się ku sobie, niestety, przez interwencję Strudel, wszystko się sypie. |                |                                  |                   |                   |
| 24 | 24             | "Kennel Kittens Return"          | 14.01.2012        | 24.01.2013        |
| Kennel Kittens podstępem kradną nowy wynalazek Strudel. Pound Puppies wysyłają Squirta na małe przeszpiegi... |                |                                  |                   |                   |
| 25 | 25             | "Mutternal Instincts             | 21.01.2012        | 25.01.2013        |
| Cookie przywiązuje się do Cupcake, słodkiego szczeniaczka, który uważa ją za mamę. Skłania to Bokserkę do niedopuszczenia do adopcji swojej podopiecznej. |                |                                  |                   |                   |
| 26 | 26             | "Lucky Gets Adopted"             | 28.01.2012        | 26.01.2013        |
| Lucky zostaje adoptowany przez energiczną i nachalną dziewczynkę, Dot Henderson. Zmęczony pobytem z nową właścicielką, ucieka. Na szczęście Cookie udaje się go przekonać, aby wrócił. |                |                                  |                   |                   |

### Sezon 2
| Numer w serii | Numer z ogółem | Tytuł                               | Światowa premiera | Premiera w Polsce |
| 1 | 27             | "Zipper the Zoomit Dog"             | 02.06.2012        | 14.04.2014        |
| Squirt zgadza się nauczyć małą Zipper łapać dyski. |                |                                     |                   |                   |
| 2 | 28             | "The Fraud Princess"                | 09.06.2012        | 15.04.2014        |
| Wally Banks spotyka się z Agathą McLeish, niestety, ma w planach ją okraść. Pomaga mu w tym jego pies, Księżniczka, który jest rozdarty pomiędzy tym, czy ważniejsze są interesy jej pana, czy relacje psa z właścicielem.                         |                |                                     |                   |                   |
| 3 | 29             | "The Super Secret Pup Club"         | 16.06.2012        | 16.04.2014        |
| Patches, Rebound i Cupcake chcą dołączyć do Pound Puppies. Biorąc pod uwagę, jak czasem niebezpieczne są misje adopcyjne i nieraz wiąże się z nimi wielkie ryzyko, Lucky odmawia. Szczeniaki zakładają własną organizację- Super Tajny Psi Klub.   |                |                                     |                   |                   |
| 4 | 30             | "Barlow"                            | 23.06.2012        | 17.04.2014        |
| Ospały Barlow myśli, że w życiu liczą się tylko dwie rzeczy, jakimi są spanie i jedzenie. Poprzez swoje leniwe podejście do świata usypia całe Schronisko 17 i zaprzepaszcza misję adopcyjną. Wszystko naprawia, gdy widzi swojego idealnego pana. |                |                                     |                   |                   |
| 5 | 31             | "There's Something About Camelia"   | 30.06.2012        | 18.04.2014        |
| Camelia ciągle zmienia postawę na taką, jaką ma osoba obok niej. Skrywa bowiem pewien sekret... |                |                                     |                   |                   |
| 6 | 32             | "Good Dog, McLeish!"                | 07.07.2012        | 21.04.2014        |
| McLeish myśli, że jest psem, po tym jak Strudel go zahipnotyzowała. |                |                                     |                   |                   |
| 7 | 33             | "The Ruff Ruff Bunch"               | 14.07.2012        | 22.04.2014        |
| Cuddelsworth zakłada Klub Hau Hau. Rebound staje się jego członkinią i razem z resztą psów należących do klubu, odjeżdża... |                |                                     |                   |                   |
| 8 | 34             | "Salty"                             | 21.07.2012        | 23.04.2014        |
| Pies kapitana, Salty nie chce już być przy swoim właścicielu, gdyż niedawno wpakował go w kłopoty. Pound Puppies muszą mu pokazać, że nikt go nie zastąpi.                                                                                         |                |                                     |                   |                   |
| 9 | 35             | "Squawk"                            | 28.07.2012        | 24.04.2014        |
| Niblet zaprzyjaźnia się z papugą burmistrza Jerry'ego, niestety wygadał jej zbyt wiele... |                |                                     |                   |                   |
| 10 | 36             | "The Accidental Pup Star"           | 04.08.2012        | 25.04.2014        |
| Pewna harcerka nagrywa, jak Rebound śpiewa. Film szybko trafia do internetu... |                |                                     |                   |                   |
| 11 | 37             | "No Dogs Allowed"                   | 11.08.2012        | 28.04.2014        |
| Pan Grubo zabrania trzymania psów w jego kamienicy. Okazuje się, jednak, że on sam nie ma nic przeciwko psom. |                |                                     |                   |                   |
| 12 | 38             | "Pound Preemies                     | 03.11.2012        | 29.04.2014        |
| Miss Petunia ma niedługo urodzić, niestety, jej właściciel wyjechał. |                |                                     |                   |                   |
| 13 | 39             | "I Heard the Barks n Christmas Eve" | 24.11.2012        | 30.04.2014        |
| Rebound stara się znaleźć dom dla Ralpha, osowiałego pesymisty, który nienawidzi świąt. |                |                                     |                   |                   |

### Sezon 3
| Numer w serii | Numer z ogółem | Tytuł                              | Światowa premiera | Premiera w Polsce |
| 1 | 40             | "Working K-9 to 5"                 | 01.06.2013        | 06.06.2014        |
| Dolores chce adoptować Dimples. Musi, jednak, na nią zapracować. |                |                                    |                   |                   |
| 2 | 41             | "Cuddle Up Battercup"              | 01.06.2013        | 06.06.2014        |
| Słynna Przytulanka-Kruszynka nie jest wcale taka, za jaką mają ją inni; lubi zabawy w błocie, przeciąganie liny i sporty ekstremalne. Jej usposobienie wydaje się przeczyć naturze jej idealnej właścicielki, Izzy... |                |                                    |                   |                   |
| 3 | 42             | "The Pups Who Loved Me"            | 08.06.2013        | 09.06.2014        |
| Do Siedemnastki przybywa Bondo, brytyjski agent Pound Puppies. Jest on zadufany w sobie i arogancki, przez co pakuje w kłopoty Super Tajny Psi Klub, który odbywa podróż jego latającym autem. |                |                                    |                   |                   |
| 4 | 43             | "Fright at the Museum"             | 15.06.2013        | 09.06.2014        |
| Oddział Siedemnastki próbuje dostarcza Millie jej idealnej właścicielce, Amelii. W tym celu udają się do muzeum, niestety, Niblet, przez swoją nieuwagę, niszczy szmaragdowy naszyjnik, jedyny artefakt, który może powstrzymać ożywającą mumię Meowtuhotepa... |                |                                    |                   |                   |
| 5 | 44             | "Puddles the Problem Pup"          | 23.06.2013        | 10.06.2014        |
| Kałużek boleje nad swoją przypadłością, załatwianiu się w niewłaściwym miejscu. Potrzebuje człowieka, który go zrozumie i pomoże mu uporać się z tym problemem. |                |                                    |                   |                   |
| 6 | 45             | "It's Elementary My Dear Pup Club" | 29.06.2013        | 10.06.2014        |
| Pepper pomaga Super Tajnemu Psiemu Klubowi dowieść, że to nie Chucky narysował obrażające kreatury nauczycieli. |                |                                    |                   |                   |
| 7 | 46             | "Hot Dawg!"                        | 06.07.2013        | 11.06.2014        |
| Antonio, nowy członek załogo Lucky'ego, zaczyna podrywać Cookie i Strudel. Jest to jego nawyk, dlatego przenoszony jest od schroniska do schroniska i, jeżeli zaprzepaści adopcję Pupstera, straci tytuł Pound Puppy. |                |                                    |                   |                   |
| 8 | 47             | "I'm Ready for my Close Pup"       | 13.07.2013        | 11.06.2014        |
| Pooches jest zmęczona byciem gwiazdą, Pound Puppies postanawiają, że na jakiś czas zastąpi ją Cupcake. Amy, grająca z Pooches główną rolę w sitcomie "Pippy versus Pooches", chce takiego pieska, jak jej potencjalna rywalka ze sitcomu. |                |                                    |                   |                   |
| 9 | 48             | "When Niblet Met Giblet"           | 20.07.2013        | 12.06.2014        |
| Jest to chyba najbardziej romantyczny odcinek w serialu. Niblet z wzajemnością zakochuje się w żeńskiej przedstawicielce jego rasy- Giblet. Ich szczęście, niestety, nie trwa długo, gdyż ta zostaje zabrana na farmę, gdzie będzie pełnić rolę psa pasterskiego. Niblet nie może się z tym pogodzić i rusza na poszukiwania. Dołączają do niego Lucky i Cookie. Mimo że kłócą się przez całą drogę, między nimi powstaje jeszcze mocniejsza więź. Jest ona tak silna, że w pewnym momencie Lucky postanawia wyznać Cookie, co do niej czuje, niestety, nie udaje mu się to, gdyż przerywa mu Niblet, który odnalazł ukochaną. Po spotkaniu z Giblet, owczarek uświadamia sobie, że jeśli ta ma własnego człowieka, a on obowiązki w schronisku, nie może zostać razem z nią na farmie. Tłumacząc swój zamiar ukochanej, przy okazji wyjawia Lucky'emu i Cookie, że ukrywają swoją miłość tylko dlatego, by ich zespół się nie rozpadł. |                |                                    |                   |                   |
| 10 | 49             | "Once a Ralph, Always a Ralph"     | 27.07.2013        | 16.06.2014        |
| Pesymistyczny Ralph przez przypadek zaprzepaszcza misje adopcyjne Pound Puppies. Kennel Kittens postanawiają to wykorzystać... |                |                                    |                   |                   |
| 11 | 50             | "Hello Kitten"                     | 03.08.2013        | 13.06.2014        |
| Spoons, mały kotek, wedle swych zamiarów trafia do Siedemnastki. Pound Puppies nie mogą jej pomóc, gdyż mają inną misję. Super Tajny Psi Klub postanawia wtrącić swoje trzy grosze... |                |                                    |                   |                   |
| 12 | 51             | "Beauty is Only Fur Deep"          | 10.08.2013        | 16.06.2014        |
| Do Siedemnastki przyjeżdża Champ, legendarny bohater wśród psów. Oddział Lucky'ego jest zachwycony, że będą gościć grubą rybę. Gdy ich idol przybywa, wyjawia swoim gospodarzom, że w wyniku niechybnego incydentu stracił swoje futro. Squirt robi mu inne, przez które Champ robi się wyniosły i zarozumiały, wtedy traci w oczach swoich fanów z Siedemnastki. |                |                                    |                   |                   |
| 13 | 52             | "The Watchdogs"                    | 17.08.2013        | 12.06.2014        |
| Strudel, przypadkowo kopnięta przez Nibleta, przelatuje na jedną ze stojących blisko maszyn. Niechcący uruchamia ustrojstwo i ratuje małego szczeniaka przed Stainem. Świadkowie zdarzenia nazywają ją super-bohaterką. W nocy werbuje Nibleta, by pomógł jej ratować bezbronne zwierzęta z opresji. Jako Elektrostrzała i Super Pies stoją na straży porządku w mieście. Stain planuje zemstę... |                |                                    |                   |                   |
| 14 | 53             | "Hail to the Chief"                | 17.08.2013        | 13.06.2014        |
| Wymagająca i próżna Agentka Ping podważa kandydaturę Strudel do "Nagrody Hau!", gdy przyjęcie wydane przez jamniczkę, niechybnie sabotuje Chief. Aby nominacja się odbyła, Pnig żąda, by Strudel znalazła łobuziakowi dom. Idealne właścicielki to córki prezydenta. |                |                                    |                   |                   |
| 15 | 54             | "All Bark and Little Bite"         | 24.08.2013        | 17.06.2014        |
| Patches spotyka swoich dawnych kumpli, Tony'ego i Barta, którzy wyśmiewają go, że przyjaźni się z dziewczynami. Sprawia to, że szczeniak nie chodzi na treningi przygotowujące go do testu, po którego zdaniu, Super Tajny Psi Klub zostanie Pound Puppies na stażu. |                |                                    |                   |                   |
| 16 | 55             | "Lucky the Dunce"                  | 31.08.2013        | 17.06.2014        |
| Wynalazek Strudel przypadkowo trafia Lucky'ego w głowę, w wyniku czego staje się głupi. Dowództwo przejmuje Cookie i prosi Nibleta o zajęcie się przyjacielem. Sama, zaś, ze Strudel i Squirtem próbuje rozgryźć plan Lucky'ego. Tymczasem Niblet dochodzi do wniosku, że nie chce, by jego przyjaciel znowu był mądry... |                |                                    |                   |                   |
| 17 | 56             | "Back in Action"                   | 07.09.2013        | 18.06.2014        |
| Stary Bert, znany wcześniej ze swojego serialu jako McBowser, jest ociężały i ospały. Mimo to podejmuje się ratowania niepełnosprawnej dziewczynki... |                |                                    |                   |                   |
| 18 | 57             | "The Truth Is in Hear"             | 14.09.2013        | 19.06.2014        |
| Cookie musi uratować swoich przyjaciół, po tym, jak McLeish zamknął ich w gigantycznych słoikach, myśląc, że to kosmici. |                |                                    |                   |                   |
| 19 | 58             | "No More S'mores"                  | 21.09.2013        | 18.06.2014        |
| Jennifer woli trzymać się na uboczu. Jej idealnym psem jest bardzo podobny do niej Millard. |                |                                    |                   |                   |
| 20 | 59             | "Doubles Trouble"                  | 28.09.2013        | 19.06.2014        |
| Sweet Pea i Hairy zarażają swoją kłótliwością idealnie dogadujące się rodzeństwo. |                |                                    |                   |                   |
| 21 | 60             | "Little Monster"                   | 05.10.2013        | 20.06.2014        |
| Noodles zabiera na spacer J.D'ego, dziecko będące jego największym utrapieniem... |                |                                    |                   |                   |
| 22 | 61             | "Rebound's First Symphony"         | 12.10.2013        | 20.06.2014        |
| Agatha i jej sąsiadka zaczynają się kłócić, co powoduje, że Yo Yo nie zostanie adoptowany przez Sumalee. |                |                                    |                   |                   |
| 23 | 62             | "Lord of the Fleas"                | 19.10.2013        | 23.06.2014        |
| Solo ucieka na wyspę, gdzie przez pomyłkę dopływają statkiem Agatha i Leonard McLeish oraz Olaf. Pound Puppies próbują go zawrócić. |                |                                    |                   |                   |
| 24 | 63             | "The Road to Empawerment"          | 26.10.2013        | 24.06.2014        |
| Niblet i trzy dziwne szczeniaki idą do Doggy Lamy, o którym opowiadał Bonny Doggins, aby dostąpić umocnienia. |                |                                    |                   |                   |
| 25 | 64             | "The Pupple's Court"               | 09.11.2013        | 24.06.2014        |
| Panna Stiffwhiskers podaje Lucky'ego do sądu, chce zemścić się na nim za nieudaną adopcję. Jest zdesperowana, by wtrącić go do więzienia, nie zna bowiem całej historii swojej adopcji. |                |                                    |                   |                   |
| 26 | 65             | "Lucky Has to Move"                | 16.11.2013        | 23.06.2014        |
| Lucky, jego właścicielka i reszta jego zespołu próbują sabotować projekt taty Dot, by ten nie dostał awansu i nie musieli przenosić się na Florydę. |                |                                    |                   |                   |